# Penetrace (sex)

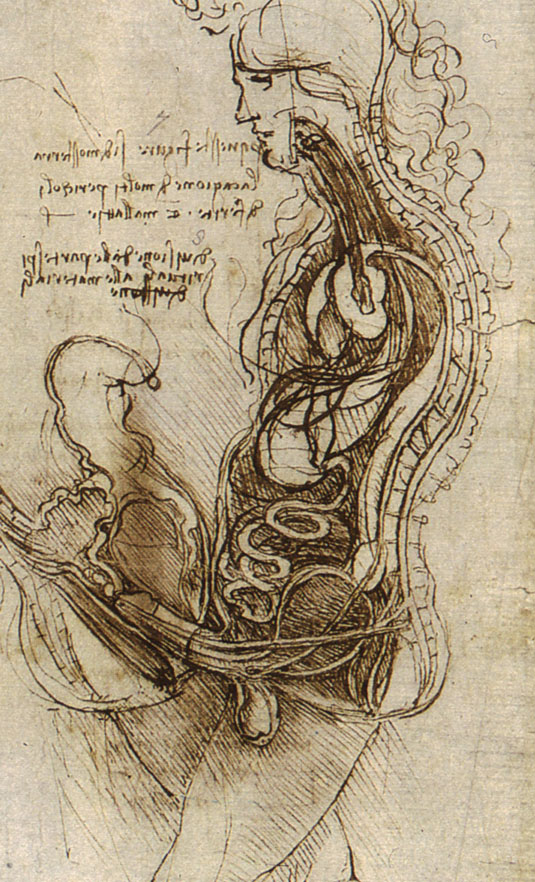
Nákres penetrace od Leonarda da Vinciho

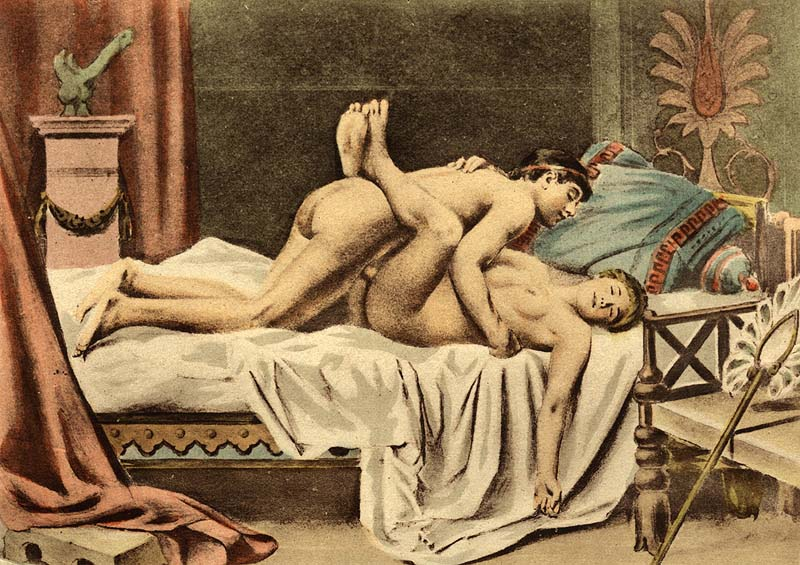
Penetrace na obrazu od Henri Avrila

Penetrace (též sexuální penetrace) je průnik částí těla nebo jiným předmětem do tělesného otvoru, jako je pochva, řitní otvor nebo ústa, v rámci sexuální aktivity.
Pokud je k penetraci pochvy nebo řitního otvoru použit penis, jedná se o pohlavní styk (vaginální styk nebo anální styk). Penetrace penisu do úst se nazývá felace. Je-li použit jeden nebo více prstů, jde o prstění. Penetraci otvoru lze provádět též předmětem, jako je gumová náhražka (dildo), vibrátor nebo jiná sexuální hračka. Je možná také penetrace jazykem.
Lidé s poškozením spinálních vláken nebo jinou nemocí či postižením, které vede ke ztrátě vnímání v perifériích nebo trupu někdy považují penetraci úst nebo ucha jazykem či prsty za formu sexuální penetrace.
Pokud je penetrace prováděna bez souhlasu jedné z osob, jde o trestný čin znásilnění (v Česku podle § 185 trestního zákoníku) nebo sexuální útok (podle trestního práva některých států). Tyto termíny se nejčastěji používají v souvislosti s násilnou penetrací penisu do pochvy nebo řitního otvoru, ale mohou se vztahovat i k jiným formám sexuální penetrace.

## Zdravotní rizika

### Přenos nemocí
Sliznice konečníku je velmi citlivá na poranění a zároveň propustná pro nejrůznější infekce (včetně HIV). V případě anální penetrace je proto vždy nanejvýš vhodné použití kondomu.